# Richard Degener
Richard Degener   (Detroit, 14 de març de 1912 - Grand Rapids, 24 d'agost de 1995) fou un saltador estatunidenc que va competir durant la dècada de 1930.
El 1932 va prendre part en els Jocs Olímpics de Los Angeles, on guanyà la medalla de bronze en al competició de trampolí de 3 metres del programa de salts. Quatre anys més tard, als Jocs de Berlín, va guanyar la medalla d'or en la mateixa prova.
En el seu palmarès també destaquen 12 campionats de trampolí de l'AAU.